# Sadewata
Sadewata is een bestuurslaag in het regentschap Ciamis van de provincie West-Java, Indonesië. Sadewata telt 4449 inwoners (volkstelling 2010).